# Han Na-lae

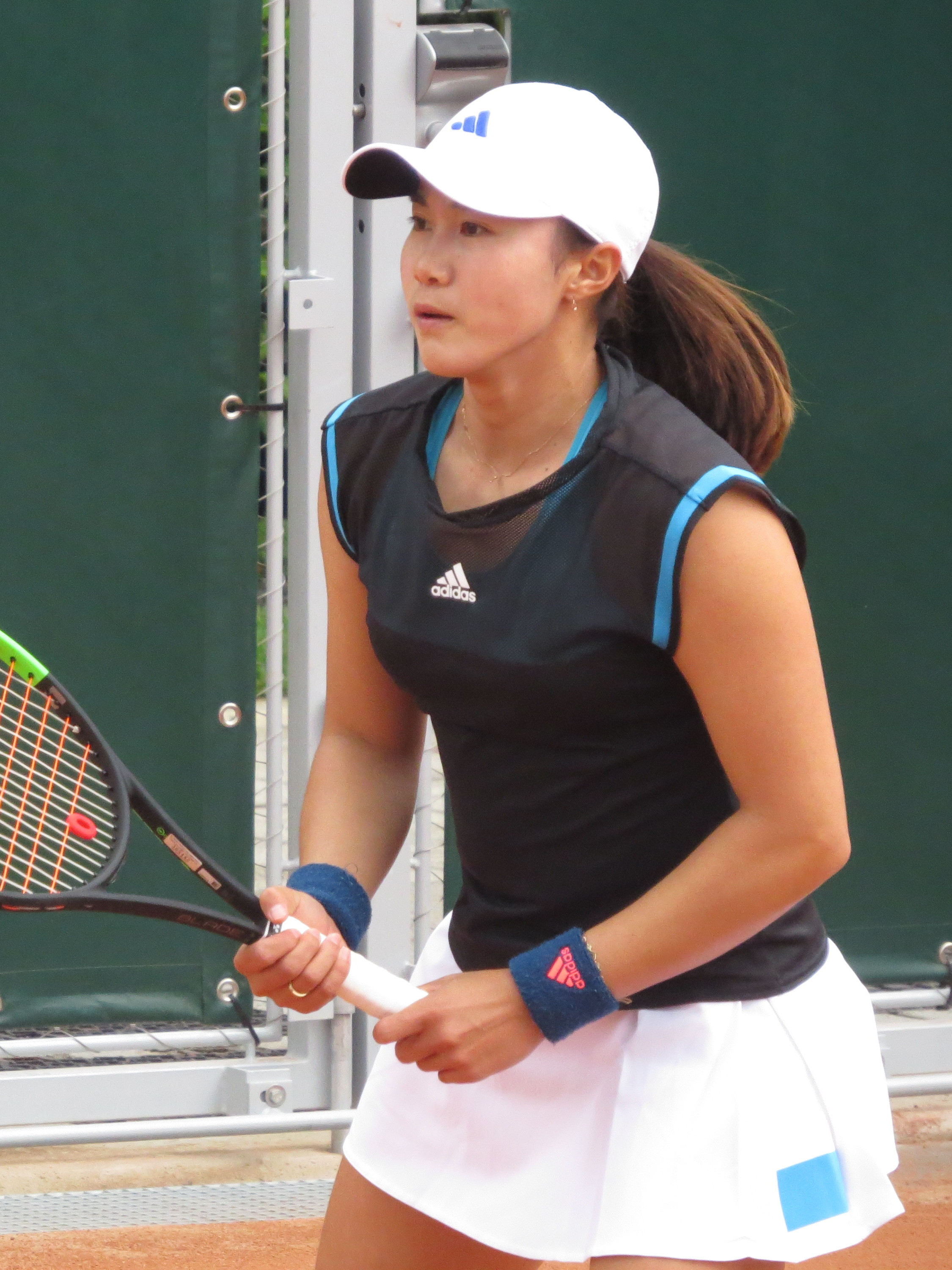
Roland Garros 2019 (kwalificatie)

Dit is een Koreaanse naam; de familienaam is Han.
Han Na-lae (Incheon, 6 juli 1992) is een tennisspeelster uit Zuid-Korea. Han is linkshandig en speelt tweehandig aan beide zijden.

## Loopbaan

### Enkelspel
Han debuteerde in 2008 op het ITF-toernooi van Goyang (Zuid-Korea), waar zij meteen de kwartfinale bereikte. Zij stond in 2011 voor het eerst in een finale, op het ITF-toernooi van Haiderabad (India) – zij verloor van de Israëlische Keren Shlomo. Later dat jaar veroverde Han haar eerste titel, op het ITF-toernooi van Taipei (Taiwan), door de Japanse Emi Mutaguchi te verslaan. Tot op heden(juni 2023) won zij dertien ITF-titels, de meest recente in 2022 in Yokohama (Japan).
In 2014 speelde Han voor het eerst op een WTA-hoofdtoernooi, op het toernooi van Seoel, waarvoor zij een wildcard had gekregen. Zij bereikte er de tweede ronde. Haar beste resultaat op de WTA-toernooien is het bereiken van de kwartfinale, op het toernooi van Nanchang 2015.
In juni 2019 kwam Han binnen in de top 150 van de WTA-ranglijst.
In 2020 had zij haar grandslamdebuut op het Australian Open, waarvoor zij een wildcard kreeg.

### Dubbelspel
Han behaalde in het dubbelspel betere resultaten dan in het enkelspel. Zij debuteerde in 2008 op het ITF-toernooi van haar woonplaats Incheon (Zuid-Korea), samen met landgenote Seo Ye-ji. Zij stond in 2009 voor het eerst in een finale, op het ITF-toernooi van Manilla (Filipijnen), samen met landgenote Yoo Mi – zij verloren van het Zuid-Koreaanse duo Kim Sun-jung en Lee Ye-ra. De week erna veroverde Han haar eerste titel, op het ITF-toernooi van Manilla (Filipijnen), weer samen met Yoo Mi, door het duo Czarina Mae Arevalo en Katharina Lehnert te verslaan. Tot op heden(juni 2023) won zij 28 ITF-titels, de meest recente in 2023 in Gifu (Japan).
In 2015 speelde Han voor het eerst op een WTA-hoofdtoernooi, op het toernooi van Nanchang, samen met landgenote Jang Su-jeong. Zij bereikten er de tweede ronde. Zij stond in 2018 voor het eerst in een WTA-finale, op het toernooi van Seoel, samen met landgenote Choi Ji-hee – hier veroverden zij hun eerste titel, door de Taiwanese zussen Hsieh Shu-ying en Hsieh Su-wei te verslaan. Daardoor kwam Han in september 2018 binnen in de top 150 van de WTA-ranglijst.
In 2021 wonnen Han en Choi opnieuw het WTA-toernooi van Seoel.
In oktober 2022 steeg zij naar de mondiale top 100.

### Tennis in teamverband
In de periode 2014–2022 maakte Han deel uit van het Zuid-Koreaanse Fed Cup-team – zij behaalde daar een winst/verlies-balans van 20–21.

## Posities op deWTA-ranglijst
Positie per einde seizoen:
| jaar | rang enkelspel | rang dubbelspel |
| ---- | -------------- | --------------- |
| 2009 | 885            | –               |
| 2010 | 958            | –               |
| 2011 | 483            | 718             |
| 2012 | 806            | 1077            |
| 2013 | 483            | 400             |
| 2014 | 273            | 202             |
| 2015 | 276            | 208             |
| 2016 | 179            | 278             |
| 2017 | 256            | 328             |
| 2018 | 216            | 129             |
| 2019 | 179            | 218             |
| 2020 | 204            | 193             |
| 2021 | 273            | 234             |
| 2022 | 176            | 95              |

## Palmares
| Legenda                 |
| ----------------------- |
| Grandslamtoernooi       |
| Olympische Spelen       |
| Year-End Championships  |
| Premier Mandatory       |
| Premier Five / WTA 1000 |
| Premier / WTA 500       |
| International / WTA 250 |
| Challenger / WTA 125    |

### WTA-finaleplaatsen enkelspel
geen

### WTA-finaleplaatsen vrouwendubbelspel
| nr.              | finale     | toernooi  | ondergrond    | partner       | tegenstandsters                           | score            |         |
| ---------------- | ---------- | --------- | ------------- | ------------- | ----------------------------------------- | ---------------- | ------- |
| gewonnen finales |            |           |               |               |                                           |                  |         |
| 1.               | 2018-09-23 | WTA Seoel | hardcourt     | Choi Ji-hee   | Hsieh Shu-ying Hsieh Su-wei               | 6-3, 6-2         | details |
| 2.               | 2021-12-26 | WTA Seoel | hardcourt (i) | Choi Ji-hee   | Valentini Grammatikopoulou Réka Luca Jani | 6-4, 6-4         | details |
| 3.               | 2023-06-24 | WTA Gaiba | gras          | Jang Su-jeong | Weronika Falkowska Katarzyna Piter        | 6-3, 3-6, [10-6] | details |
| verloren finales |            |           |               |               |                                           |                  |         |
| geen             |            |           |               |               |                                           |                  |         |

## Resultaten grandslamtoernooien
| Legenda | Legenda                          |
| ------- | -------------------------------- |
| g.t.    | geen toernooi gehouden           |
| l.c.    | lagere categorie                 |
| –       | niet deelgenomen                 |
| G       | uitgeschakeld in de groepsfase   |
| 1R      | uitgeschakeld in de eerste ronde |
| 2R      | uitgeschakeld in de tweede ronde |
| 3R      | uitgeschakeld in de derde ronde  |
| 4R      | uitgeschakeld in de vierde ronde |
| KF      | uitgeschakeld in de kwartfinale  |
| HF      | uitgeschakeld in de halve finale |
| F       | de finale verloren               |
| W       | het toernooi gewonnen            |
| w-v     | winst/verlies-balans             |

### Enkelspel
| toernooi        | 2020 |
| --------------- | ---- |
| Australian Open | 1R   |
| Roland Garros   | –    |
| Wimbledon       | g.t. |
| US Open         | –    |